# Зошит Смерті Інший Зошит: Справа Лос-Анджельських серійних вбивств B.B.
Зошит Смерті Інший Зошит: Справа Лос-Анджельських вбивств В.В. (англ. Death Note Another Note: The Los Angeles BB Murder Cases, япон. DEATH NOTE アナザーノート・ロサンゼルスBB連続殺人事件) — приквел манґи Зошит Смерті. Розповідає про розслідування серійних вбивств у Лос-Анджелесі та передісторію знайомства Місори Наомі та L.

## Сюжет
Місора Наомі, прокинувшись, бачить свій комп'ютер ввімкнутим, думаючи, що вона забула його вимкнути і заснула панікувати не стала. Згодом виявиться, що детектив L зламав його, щоб залишити їй запрошення на розслідування серійних вбивств у Лос-Анджелесі. Вона, як рядовий агент ФБР, не могла навіть подумати про те, щоб відмовитись. Співпраця з L — честь для кожного в Бюро. Оскільки вона була на той час усунута від роботи, то змогла погодитись. Потім на місці першого вбивства вона знаходить загадкового чоловіка, що ховався під ліжком. Він був у потертих джинсах та білій кофтині, з величезними колами під очима, згорблений та з кедами на босу ногу. Він представився Місорі як Рюдзакі.